# Eirian Williams
Eirian Williams (ur. 3 września 1955 w Llanelli w Walii) – zawodowy sędzia snookerowy.

## Biografia
Urodził i wychował się w Llanelli. W 1973 roku został tam policjantem i pracował w tym zawodzie przez 18 lat. Jednak już pod koniec lat 70. XX wieku zafascynował się snookerem. W 1981 przeszedł pierwsze, amatorskie egzaminy sędziowskie i zaczął sędziować na amatorskich turniejach. Profesjonalnym sędzią snookerowym został w 1991, kiedy to porzucił zawód policjanta dla snookera.
W swojej karierze sędziował już na wszystkich profesjonalnych turniejach snookerowych na świecie. Czterokrotnie prowadził mecz finałowy Mistrzostw świata (w 2001 roku, gdy Ronnie O’Sullivan pokonał Johna Higginsa 18-14, w 2005 roku, kiedy Shaun Murphy pokonał Matthew Stevensa 18-16, w 2007 roku, kiedy John Higgins zwyciężył Marka Selby'ego 18-13, oraz w 2010 roku, gdzie Neil Robertson pokonał Graeme'a Dotta 18-13).